# Gamsjoch

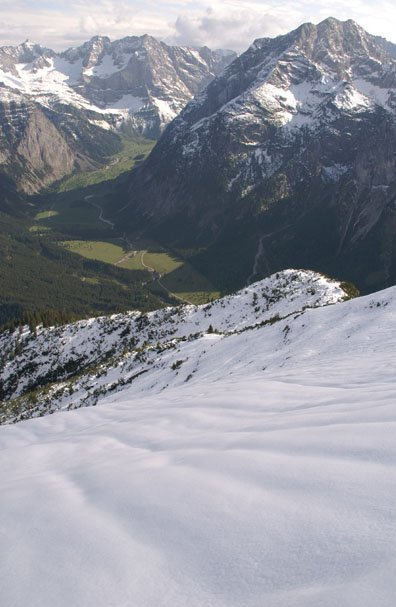
Das Gamsjoch (rechts im Bild) und der Große Ahornboden vom Kompar

Das Gamsjoch ist ein dreigipfliger Berg im östlichen Karwendel und Hauptberg der Gamsjochgruppe.

## Lage und Umgebung
Das Gamsjoch wird im Westen durch das Laliderer Tal und im Osten vom Enger Tal eingeschlossen. Im Norden ist es über einen schmalen Grat mit der Ruederkarspitze (2240 m ü. A.) verbunden, im Süden trennt es das Gumpenjöchl (1974 m ü. A.) von der Gumpenspitze (2176 m ü. A.). Das Gamsjoch ist der Hauptgipfel der nach ihm benannten Gamsjochgruppe. Der Gipfel ist in drei Teile getrennt, wobei West- und Mittelgipfel etwa gleich hoch sind, der Ostgipfel ist niedriger.
Das Gamsjoch fällt in fast alle Richtungen sehr steil ab, im Nordosten fast 500 Höhenmeter senkrecht ins Trankkar. Nur der Südrücken, über den auch der Normalweg verläuft, steigt mäßig steil an. Markant sind auch seine Gesteinsformationen an der Südostflanke. Der Gipfel bietet eine der beeindruckendsten Aussichten auf die Laliderer Wände, große Teile der Hinterautal-Vomper-Kette sowie die Sonnjochgruppe, die Falkengruppe und das Vorkarwendel.

## Besteigungsmöglichkeiten
Der Gamsjoch-Westgipfel ist ein relativ häufig besuchter Gipfel im Karwendel, vor allem durch seine leichte Erreichbarkeit über die Eng. Der markierte Normalweg führt vom Gumpenjöchl (1974 m ü. A.) über den Südrücken erst in östlicher Richtung bis an dessen Ostabbruch. Diesem folgt man dann in nordwestlicher Richtung und gelangt über mäßig steile Schrofen und Geröll auf den Westgipfel (2438 m ü. A.). 
Für den Aufstieg von der Engalm (1227 m ü. A.) zum Gumpenjöchl gibt es zwei Möglichkeiten:
- Auf einem markierten Wanderweg zum Hohljoch (1794 m ü. A.), von dort weiter über den Lalidersalm-Hochleger nach Nordosten und unterhalb an der Gumpenspitze querend zum Gumpenkar und durch dieses zum Gumpenjöchl.

- Vom Wanderweg zwischen Eng und Engalmen westwärts weglos erst über Wiesen und dann am Waldrand durch etwas Latschen und Gestrüpp in den deutlich sichtbaren Graben und an diesem entlang hinauf in das Gumpenkar und durch dieses zum Gumpenjöchl. Dieser Anstieg ist nicht bezeichnet.

Der Übergang vom West- zum Mittelgipfel ist ausgesetzt und erfordert damit Schwindelfreiheit und Trittsicherheit. Der Ostgipfel ist durch einen ausgesetzten Grat in einer halben Stunde zu erreichen, jedoch beinhaltet dieser Abschnitt Kletterstellen (II) und ist damit erfahrenen Alpinisten vorbehalten.
Für den Aufstieg über 1250 Höhenmeter sind etwa vier Stunden einzuplanen.
Für den Abstieg vom Westgipfel benötigt man etwa 2,5 Stunden.

## „Gipfelkreuzaffäre“
Im Juli 2005 wurde das von den Wirten des Alpenhotels Eng neu auf dem Westgipfel errichtete Gipfelkreuz von Unbekannten aus seiner Verankerung gebrochen und den Berg hinunter geworfen. Am 28. August 2011 wurde wieder ein neues Gipfelkreuz auf dem Gamsjoch aufgestellt. Dieses wurde ebenfalls von den Wirten des Wanderhotels Eng spendiert.